# Трг Вандом
Трг Вандом (Place Vendôme), раније познат као Place Louis-le-Grand, као и Place Internationale, је трг у 1. арондисману Париза, Француска, који се налази северно од парка Тиљерије и источно од цркве Мадлен. То је почетна тачка Улице мира (Rue de la Paix). Правилна архитектура Жила Арден-Мансара даје правоугаоном тргу облик осмоугла. Оригинални стуб у центру трга подигао је Наполеон у знак сећања на битку код Аустерлица; срушен је 16. маја 1871. декретом Париске комуне, али је накнадно поново подигнут и данас је истакнуто обележје трга.

## Историја
Изградња Трга Вандом је започета 1698. као споменик славе војске Луја XIV, краља Француске  и назван је Place des Conquêtes (Трг освајања), да би се преименовао у Place Louis le Grand (Трг Луј Велики), када су се освајања показала привремена. Коњичку статуу краља у природној величини, аутора Франсоа Жирардона (1699), донирале су градске власти и поставиле је у центру трга. Верује се да је то прва велика модерна коњичка статуа која је изливена у једном комаду. Уништена је у Француској револуцији; међутим, постоји мала верзија у Лувру.  То је довело до популарне шале да док је Анри IV боравио међу људима поред Понт Неуфа, а Луј XIII међу аристократама Трга Вож, Луј XIV је више волео друштво пореских фармера на Тргу Вандом; сваки од њих одражава групу коју су фаворизовали у животу. 
Место трга је раније био хотел Цезара де Бурбона, војводе од Вандома, ванбрачног сина Анрија IV и његове љубавнице Габријеле д'Естре. Ардуан-Мансар је купио зграду и њене паркове, са идејом да је претвори у грађевинске парцеле као профитабилну шпекулацију. План се није остварио, а министар финансија Луја XIV, Лувоа, купио је комад земље, са циљем да изгради трг, по узору на успешан Трг Вож из претходног века. Лувоа је дошао у финансијске потешкоће, те ни од његовог пројекта ништа није било. Након његове смрти, краљ је купио плац и наручио од Ардуан-Мансара да дизајнира прочеље куће којег би купци парцела око трга пристали да се придржавају. Када су државне финансије понестале, финансијер Џон Лоу је преузео пројекат, изградио себи резиденцију иза једне од фасада, а трг је био завршен до 1720. године, баш када је његов мехур од папирног новца из Мисисипија пукао. Лоу је претрпео велики ударац када је био приморан да плати заостале порезе у износу од неколико десетина милиона долара. Пошто није могао да плати толики износ, био је приморан да прода имовину коју је поседовао на тргу. Купци су били чланови прогнаног огранка Конде из куће Бурбона који су се касније вратили у земљу да поврате своју земљу у самом граду Вандому. Између 1720. и 1797. године стекли су већи део трга, укључујући слободну својину на делове локације на којима се сада налази Хотел Риц Париз и у којима још увек имају апартмане. Њихова намера да обнове породичну палату на том месту зависила је од могућих намера суседног Министарства правде да прошири своје просторије.
Сајамско позориште Сант-Овид (Théâtre de la foire) се населило 1764. године на месту до 1771. године.

Када је Француска успоставила дипломатске односе са краткотрајном Републиком Тексас, тексашка мисија је била смештена у хотелу на тргу Вандом. 
- Два погледа из птичје перспективе на Трг Луј Велики 1705. године
- Поглед на север са Монмартром у даљини
- Поглед на запад са куполастом црквом Кћери Успења која се види на јужној страни улици Сант-Онор

## Стуб на тргу Вандом

### Стварање
Првобитни стуб је започет 1806. по Наполеоновом упутству и завршен 1810. године. Направљен је по узору на Трајанов стуб, да прослави победу код Аустерлица; обложен је са 425 спиралних бас-рељефних бронзаних плоча направљених од топова узетих из комбинованих европских војски, према његовој пропаганди (уобичајена цифра која се даје је веома преувеличана: 180 топова је заправо заробљено код Аустерлица ). Ове плоче је дизајнирао вајар Пјер-Ноласк Бержере, а извео их је тим од око 30 вајара. На врху стуба постављена је статуа Наполеона аутора Антоана-Денија Шодеа. Наполеон је приказан обучен у римску одећу, гологлав, овенчан ловорима, у десној руци држи мач а глобус са статуом победе у левој руци. 
Године 1816, користећи предност савезничке окупационе силе, гомила људи и коња је причврстила кабл за врат Наполеонове статуе на врху стуба, али је она одбила да се помакне. Након Бурбонске рестаурације, статуа је, али не и стуб, срушена и истопљена да би се обезбедила бронза за прерађену коњичку статуу Анрија IV на Понт Неуфу, иако се статуета Победе још увек може видети у салону Наполеон у Хотелу Моне (који такође садржи модел стуба и лик Наполеоновог лица копиран са његове посмртне маске). Замену статуе Наполеона у модерној одећи (двороги шешир, чизме и редингот), међутим, подигао је Луј-Филип, а бољу, снажније класификујућу статуу Луј-Наполеона (касније Наполеон III). 

### Париска комуна и крај стуба на Вандому
Карл Маркс је предвидео крах Вандомског стуба много пре него што се то догодило. Ово предвиђање је дао у политичком памфлету Der 18te Brumaire des Louis Napoleon из 1852. године. Овај памфлет, оштро критичан према политичкој личности Наполеона III, завршава се речима: „Али ако царска мантија коначно падне на рамена Луја Бонапарте, бронзана статуа Наполеона ће пасти са висине Вандомске колоне“. 
Током догађаја уочи оснивања Комуне, 22. марта 1871. дошло је до немира испред Националне гарде када су демонстранти који су држали транспаренте на којима су се проглашавали „Пријатељима мира“ спречени да уђу на трг Вандом од стране гардиста који су, након што је на њих пуцано, отворили је ватру на гомилу. Најмање 12 људи је погинуло, а много је рањено.
Током Париске комуне 1871. године, сликар Гистав Курбе, председник Савеза уметника и изабрани члан Комуне,  који је раније изразио ужаснутост што се овај споменик рату налази на Улици мира, предложио је да се стуб растави и чува у Палати Инвалида. 
Његов предлог није усвојен, иако је 12. априла 1871. усвојен закон којим се дозвољава демонтажа империјалног симбола. Када је стуб срушен 16. маја, сачуване су његове бронзане плоче. Након што су ангажовали низ конопаца и радника из каменолома, посматрачи су видели да је статуа...
... пала на гомилу песка припремљену за то, уз снажан тресак. На тлу, колона се распала скоро пре него што је стигла до свог корита, и лежала је на земљи, огромна маса рушевина. Огромна прашина и дим од камења и глине подигао се и тренутак након тога је гомила људи, Националне гарде, комуниста и Енглеза који је то гледала, долетела, и почела да узима комадиће за успомену, али узбуђење био толико интензивно да су се људи кретали као у сну...
Непосредно након уништења стуба и у знак одбацивања уоченог величања националног шовинизма и ратоборности, Вандомски трг је преименован у Place Internationale у част промоције међународног братства од стране комуниста.

### После Париске комуне
Након гушења Париске комуне од стране Адолфа Тјера, донета је одлука да се стуб са статуом Наполеона рестаурира. Због своје улоге у Комуни, Курбе је био осуђен да плати трошкове обнове споменика, процењене на 323.000 франака, у годишњим ратама од 10.000 франака. У немогућности да плати, Курбе је отишао у само-наметнуто изгнанство у Швајцарску, француска влада је запленила и продала уметникове слике за мањи износ, а Курбе је умро у егзилу у децембру 1877.   Године 1874. стуб је поново подигнут у центру трга Вандом са копијом оригиналне статуе на врху. Унутрашње степениште које води до врха више није отворено за јавност.

## Карактеристике
Првобитно је трг био доступан само једном улицом и сачувао је аристократски мир, осим када се тамо одржавао годишњи сајам. Тада је Наполеон отворио Улицу мира, а 19. век је испунио трг Вандом саобраћајем. Тек након што је 1875. отворена Опера Гарније на другој страни Улице мира, центар париског монденског живота почео је да гравитира око ове улице и трга Вандом. 
|  |  |

## У популарној култури
Трг Вандом је познат по својим модерним и луксузним хотелима као што је Риц. Многи познати дизајнери одеће су имали своје салоне на тргу. Једина преостала два су произвођач кошуља Charvet, на броју 28, чија се радња налази на Вандомском тргу од 1877,  и дизајнер Chéruit, на броју 21, поново основано 2008.  Од 1718. године, Министарство правде, познато и као „Канцеларија“, налази се у Хотелу де Бурвале који се налази на бројевима 11 и 13. Десно са друге стране трга, на броју 14 налази се париска канцеларија ЈП Морган, инвестиционе банке, а број 20 канцеларија Ардиана (раније AXA Private Equity).
После његове смрти 1990. године, амерички уметник Кит Харинг је кремиран, а његов пепео је посут на падини у близини Куцтауна у Пенсилванији, осим једне шаке коју је Јоко Оно донела на трг Вандом јер је веровала да јој је то рекао дух Харинга.
Трг Вандом је био филм Никол Гарсије из 1998. са Катрин Денев у главној улози.
- Панорамски поглед на Вандомски трг

## Метро
Трг Вандом је лоциран у близини метро станица: Опера, Пирамиде, Мадлен и Тиљерије. 
Ту пролазе линије, , , , , .